# Le Vieux Nègre et la Médaille
Le Vieux Nègre et la Médaille est un roman postcolonial de 1956 du diplomate et écrivain camerounais Ferdinand Oyono. Le roman a été traduit en anglais sous le titre The Old Man and the Medal, et réédité en 1967 dans l'influente African Writers Series.
En réfléchissant au roman, dans la nécrologie d'Oyono, l'écrivain du Guardian Shola Adenekan a décrit le roman comme « évoquant le profond sentiment de désillusion ressenti par les Africains qui s'étaient engagés aux côtés de l'Occident, et ont pourtant été rejetés par leurs maîtres coloniaux ».